# Liste der Baudenkmäler in Altdorf (Niederbayern)
Auf dieser Seite sind die Baudenkmäler in dem niederbayerischen Markt Altdorf zusammengestellt. Diese Tabelle ist eine Teilliste der Liste der Baudenkmäler in Bayern. Grundlage ist die Bayerische Denkmalliste, die auf Basis des Bayerischen Denkmalschutzgesetzes vom 1. Oktober 1973 erstmals erstellt wurde und seither durch das Bayerische Landesamt für Denkmalpflege geführt wird. Die folgenden Angaben ersetzen nicht die rechtsverbindliche Auskunft der Denkmalschutzbehörde.

## Ensembles

### Ensemble Künstleranwesen Ganslberg
Das Ensemble umfasst das um 1960 erworbene
und bis in die frühen 1980er Jahre ausgebaute Anwesen des bedeutenden Künstlers
Fritz Koenig (1924–2017). Es dokumentiert in anschaulicher Weise die Lebens- und
Arbeitswelt des Künstlers und ist darüber hinaus ein bemerkenswertes Beispiel für
landschaftsgebundenes Bauen in der Nachkriegszeit.
Das Anwesen liegt auf dem Ganslberg, einer hügeligen Erhebung nordwestlich von
Altdorf. Die Gebäude wurden in die Landschaft hineinkomponiert und teilweise durch
Aushub in das Erdreich eingebettet. Sie sind umgeben von Wald, Wiesen und
Pferdekoppeln, bewusst in räumlichen Bezug zueinander gesetzt und nur durch
einfache, unbefestigte Wege miteinander verbunden. Die landschaftliche Gestaltung
und die variantenreiche Raumbildung mittels Baumpflanzungen, Erdbewegungen und
Wegeführung werden ergänzt durch gezielte Positionierungen von Skulpturen und
anderen Sammlerstücken, wie etwa Steintrögen, sowie bearbeiteten und
unbearbeiteten Findlingen.
Den Mittelpunkt des Anwesens bildet die Hofanlage, bestehend aus dem Wohn- und
Ateliergebäude mit Scheune und Pferdestall von 1961–1972. Am Fuß des Hügels, an der
Einmündung der Hofzufahrt, steht die Werk- und Lagerhalle von 1969, die als
Entstehungsort der 1972 auf dem Platz vor dem Word Trade Center in New York
aufgestellten Großskulptur „The Sphere“ durch die Ereignisse des 11. Septembers 2001
zusätzlich eine besondere Bedeutung aufweist. Mit Ausbau der Araberzucht von Fritz
Koenig und seiner Gattin Maria entstanden 1980 und 1983 zwei große Hallenbauten im
Stil mächtiger Holzstadel westlich der Hofanlage, die später als Ausstellungsgebäude für
die umfangreiche Sammlung afrikanischer Kunst- und Kultgegenstände des Künstlers
dienten.
Sämtliche Gebäude wurden bis ins Detail nach den Vorstellungen und Anweisungen des
Künstlers errichtet. Sie sind Teil eines Gesamtkunstwerks und dienen im
Zusammenspiel mit der umgebenden und gestalteten Landschaft als kreatives Umfeld
für die Arbeiten und Sammlerstücke des Künstlers. In ihrer architektonischen
Auffassung finden sich neben klaren Bezügen zur niederbayerischen bäuerlichen
Hauslandschaft vor allem in der zentralen Hofanlage auch Motive und Entlehnungen
aus der südeuropäischen und skandinavischen Architektur. Natürliche Materialien und
einfache Ausführung sind die verbindenden Elemente. Sie sind Ausdruck einer
architektonischen Bescheidenheit mit Rückbezug auf das Wesentliche und in dieser
Konsequenz auch Sinnbild des künstlerischen Selbstverständnisses Fritz Koenigs.
Aktennummer: E-2-74-113-1

## Baudenkmäler nach Ortsteilen

### Altdorf
| Lage                                                                                               | Objekt                                                       | Beschreibung | Akten-Nr.              | Bild                                                |
| -------------------------------------------------------------------------------------------------- | ------------------------------------------------------------ | --- | ---------------------- | --------------------------------------------------- |
| Nähe Holunderweg 5, am ehemaligen Totenweg, heute Nähe Isolde-Kurz-Straße 28 (Landshut) (Standort) | Burgfriedensstein (Burgfriedensäule) von 1754                | Karte: 48° 33′ 28,2″ N, 12° 7′ 6,5″ O. | D-2-74-113-1 Wikidata  | Burgfriedensstein (Burgfriedensäule) von 1754       |
| Bahnhofstraße 11 (Standort)                                                                        | Wohnstallhaus eines Vierseithofs                             | Zweigeschossiges Gebäude mit Walmdach, Obergeschoss in Blockbau, mit Trauf- und Giebelschrot, 18. Jahrhundert | D-2-74-113-2 Wikidata  | Wohnstallhaus eines Vierseithofs                    |
| Bahnhofstraße 15 (Standort)                                                                        | Bauernhaus, Mittertennbau                                    | , teildachbau mit Obergeschoss in Blockbau, Trauf- und Giebelschrot, 18. Jahrhundert | D-2-74-113-3 Wikidata  | Bauernhaus, Mittertennbau                           |
| Dekan-Wagner-Straße 1 (Standort)                                                                   | Gasthaus, ehemaliges Wohnstallhaus eines Hakenhofes          | Zweigeschossiger Walmdachbau mit Blockbau-Obergeschoss und Traufschrot, bezeichnet „1797“ Barockes Hoftor | D-2-74-113-4 Wikidata  | Gasthaus, ehemaliges Wohnstallhaus eines Hakenhofes |
| Dekan-Wagner-Straße 2 (Standort)                                                                   | Ehemaliges Amtshaus                                          | Zweigeschossiger Walmdachbau, 18. Jahrhundert | D-2-74-113-5 Wikidata  | Ehemaliges Amtshaus                                 |
| Kirchgasse 4 (Standort)                                                                            | Katholische Kirche St. Nikolaus                              | Saalkirche mit Westturm, spätgotischer Backsteinbau, letztes Viertel 15. Jahrhundert, Gliederung durch Strebepfeiler und Dachfries, Turm mit quadratischen Untergeschossen mit Spitzbogenblenden, achtseitigem Oberbau und Spitzhelm; mit Ausstattung | D-2-74-113-6 Wikidata  | weitere Bilder                                      |
| Hauptstraße 36 (Standort)                                                                          | Ehemaliges Wohnstallgebäude                                  | Zweigeschossiger Blockbau mit Satteldach, 1626 (dendrochronologisch datiert), Dach und westlicher Scheunenanbau, spätes 19. Jahrhundert | D-2-74-113-22 Wikidata | BW                                                  |
| Hauptstraße 78 (Standort)                                                                          | Katholische Pfarrkirche Mariä Heimsuchung und Friedhofsmauer | Spätgotische Staffelhalle, Blankziegelbau mit Westturm, wohl nach 1419 mit dem Chor begonnen, Langhaus bezeichnet „1466“ (erneuert), Turm spätromanisch von älterer Vorgängerkirche, barockisiert, Gliederung durch umlaufendes Friesband und Strebepfeiler am Chor, Turm mit Geschoss- und Putzgliederung, barocke Haube mit Laterne, Oberteil nach Kriegszerstörung 1970 nach barockem Vorbild wiederhergestellt; mit Ausstattung Friedhofsmauer, spätgotisch, 15. Jahrhundert | D-2-74-113-8 Wikidata  | weitere Bilder                                      |
| Weinbergstraße 1 (Standort)                                                                        | Ehemaliges Wohnstallhaus                                     | Zweigeschossiger Blockbau mit Walmdach, Trauf- und Giebelschrot, 17./18. Jahrhundert | D-2-74-113-9 Wikidata  | Ehemaliges Wohnstallhaus                            |

### Eugenbach
| Lage                        | Objekt                                      | Beschreibung | Akten-Nr.              | Bild                                        |
| --------------------------- | ------------------------------------------- | --- | ---------------------- | ------------------------------------------- |
| Bucher Straße 32 (Standort) | Wohnstallhaus eines Dreiseithofs mit Stadel | Zweigeschossiger Steildachbau mit Traufschrot, wohl 18./19. Jahrhundert Stadel in Blockbauweise mit Satteldach, innen bezeichnet „1676“ | D-2-74-113-11 Wikidata | Wohnstallhaus eines Dreiseithofs mit Stadel |
| Kirchweg 20 (Standort)      | Wohnstallhaus eines Hakenhofs               | Zweigeschossiger Satteldachbau in Blockbauweise mit Traufschrot, 19. Jahrhundert | D-2-74-113-12 Wikidata | Wohnstallhaus eines Hakenhofs               |
| Kirchweg 21 (Standort)      | Katholische Pfarrkirche St. Georg mit Mauer | Saalbau aus dem 10. Jahrhundert, westliche Erweiterung 13./14. Jahrhundert, spätgotischer Chor 1516/17 (dendrochronologisch datiert), südlich an den Chor angebauter Turm mit spätgotischen Blendfeldern und Stufengiebeln, 1517; mit Ausstattung Kirchhofmauer, Ziegelmauerwerk, wohl 16./17. Jahrhundert mit späteren Veränderungen | D-2-74-113-13 Wikidata | weitere Bilder                              |

### Ganslberg
| Lage                    | Objekt                                           | Beschreibung | Akten-Nr.     | Bild |
| ----------------------- | ------------------------------------------------ | --- | ------------- | ---- |
| Ganslberg 24 (Standort) | Wohn- und Atelierhaus des Künstlers Fritz Koenig | U-förmige zweigeschossige Anlage, bestehend aus Wohnhaus mit Atelier, Ziegelbau mit flach geneigtem Satteldach, Loggia und Freisitz, im Winkel anschließend Tenne, 1961, nördlicher Stalltrakt, teilverschalter Pultdachbau mit vorgestellter Kolonnade aus Holz, 1970, Verlängerung nach Westen mit Stall und Kammern 1963 und 1972, alles von Fritz Koenig und Karl Foerstl; mit Ausstattung; Werkhalle, holzverschalter Ständerbau mit Ziegelmauern, Betonstützen und Schopfwalmdach, gebäudehohes Einfahrtstor mit Beschlägen, 1969, von Fritz Koenig und G. Woltz. | D-2-74-113-25 | BW   |

### Oed
| Lage                  | Objekt                           | Beschreibung                                                                                          | Akten-Nr.              | Bild |
| --------------------- | -------------------------------- | --- | ---------------------- | ---- |
| Haus Nr. 6 (Standort) | Wohnstallhaus eines Vierseithofs | Zweigeschossiges Gebäude mit Schleppdach, übertünchter Blockbau mit Traufschrot, Ende 17. Jahrhundert | D-2-74-113-15 Wikidata | BW   |

### Ostergaden
| Lage                   | Objekt         | Beschreibung                                                                                   | Akten-Nr.              | Bild           |
| ---------------------- | -------------- | ---------------------------------------------------------------------------------------------- | ---------------------- | -------------- |
| Haus Nr. 1a (Standort) | Lourdeskapelle | Kleiner massiver Satteldachbau mit Dachreiter, erstes Drittel 19. Jahrhundert; mit Ausstattung | D-2-74-113-16 Wikidata | Lourdeskapelle |

### Pfettrach
| Lage                                 | Objekt                                                                   | Beschreibung | Akten-Nr.              | Bild                                                                     |
| ------------------------------------ | ------------------------------------------------------------------------ | --- | ---------------------- | ------------------------------------------------------------------------ |
| Am Schloßanger 1 (Standort)          | Gasthof, ehemals Teil des nicht mehr existierenden Pfettracher Schlosses | Zweigeschossiger, Walmdachbau, 17./18. Jahrhundert Anmerkung: | D-2-74-113-17 Wikidata | Gasthof, ehemals Teil des nicht mehr existierenden Pfettracher Schlosses |
| Pfeffenhausener Straße 21 (Standort) | Katholische Filialkirche St. Othmar, Tor und Seelenhaus                  | Saalkirche mit eingezogenem Chor, um 1500, barockisiert, Gliederung durch Strebepfeiler am Langhaus, am Chor Dachfries und Dreieckslisenen, nordseitig Chorflankenturm, mit Geschossgliederung und Blendbögen, achtseitiger Aufsatz und Zwiebelkuppel barock; mit Ausstattung Barockes Friedhofstor mit Heiligenfigur Seelenhaus, massiver Steildachbau, wohl 19. Jahrhundert                                                         | D-2-74-113-18 Wikidata | weitere Bilder                                                           |
| Talstraße (Standort)                 | Kriegerdenkmal für die Gefallenen des Ersten und Zweiten Weltkriegs      | Säule mit Figurenbekrönung über Sockelaufbau, nach 1945 | D-2-74-113-24 Wikidata | Kriegerdenkmal für die Gefallenen des Ersten und Zweiten Weltkriegs      |
| Wiesenweg 1 (Standort)               | Alter Bahnhof Pfettrach mit Nebengebäuden                                | Bahnhofsgebäude und Nebengebäude in Sichtziegelbauweise auf Stampfbetonsockel, 1900 Hauptbau des zweiteiligen Bahnhofsgebäudes als zweigeschossiger Pavillon mit Zeltdach, Warte- und Schalterhalle im Erdgeschoss, ehemalige Dienstwohnung im Obergeschoss Südlich angefügt erdgeschossige Wiegehalle, verschalter Holzständerbau mit Satteldach Zugehörig Nebengebäude mit flachem Walmdach, darin Aborte, Waschküche und Holzlegen | D-2-74-113-20 Wikidata | Alter Bahnhof Pfettrach mit Nebengebäuden                                |

## Ehemalige Baudenkmäler
In diesem Abschnitt sind Objekte aufgeführt, die früher einmal in der Denkmalliste eingetragen waren, jetzt aber nicht mehr. Objekte, die in anderem Zusammenhang also z. B. als Teil eines Baudenkmals weiter eingetragen sind, sollen hier nicht aufgeführt werden. Aktennummern in diesem Abschnitt sind ehemalige, jetzt nicht mehr gültige Aktennummern.

| Lage                             | Objekt                                      | Beschreibung | Akten-Nr.              | Bild                                        |
| -------------------------------- | ------------------------------------------- | --- | ---------------------- | ------------------------------------------- |
| Aich Haus Nr. 2 (Standort)       | Wohnstallhaus eines ehemaligen Vierseithofs | Zweigeschossiger Steilsatteldach mit Traufschrot, zweites Viertel 19. Jahrhundert. Anmerkung: Laut Angaben der Besitzer (2012) wurde der Schrot (Balkon) nach Aufhebung des Denkmalschutzes in den 1990er Jahren entfernt | D-2-74-113-10 Wikidata | Wohnstallhaus eines ehemaligen Vierseithofs |
| Pfettrach Talstraße 6 (Standort) | Wohnhaus                                    | Eineinhalbgeschossiger Blockbau mit Giebelschrot, 17./18. Jahrhundert | D-2-74-113-19 Wikidata | Wohnhaus                                    |

## Abgegangene Baudenkmäler
In diesem Abschnitt sind Objekte aufgeführt, die früher einmal in der Denkmalliste eingetragen waren, jetzt aber nicht mehr existieren, z. B. weil sie abgebrochen wurden. Aktennummern in diesem Abschnitt sind ehemalige, jetzt nicht mehr gültige Aktennummern.

| Lage                            | Objekt                           | Beschreibung                                          | Akten-Nr. | Bild                             |
| ------------------------------- | -------------------------------- | ----------------------------------------------------- | --------- | -------------------------------- |
| Gstaudach Haus Nr. 2 (Standort) | Wohnstallhaus eines Dreiseithofs | mit Blockbau-Obergeschoss und Schrot, 18. Jahrhundert |           | Wohnstallhaus eines Dreiseithofs |